# Skandinavistik
Die Skandinavistik (auch Nordistik, Nordische/Nordgermanische/Skandinavische Philologie oder  Nordeuropa-Studien) ist die Wissenschaft, die sich mit den skandinavischen Sprachen, den skandinavischen Literaturen und den skandinavischen Gesellschaften insgesamt beschäftigt.
In den Nordischen Ländern ist der Begriff Nordistik oder Nordisk filologi üblich, weil der Begriff Skandinavien dort nur Dänemark, Norwegen und Schweden bezeichnet.

## Fachgeschichte
Das Fach wie auch das Fachstudium sind im deutschsprachigen Raum heute in vier Fachteile aufgegliedert:
- Die skandinavistische Mediävistik widmet sich der norrönen, d. h. altnordischen Literatur und Sprache bis etwa 1500, vor allem aus Island.
- Die skandinavistische Literaturwissenschaft umfasst die neueren Literaturen seit der Reformation in historischer wie systematischer Perspektive.
- Die skandinavistische Sprachwissenschaft hat als ihren Gegenstand die Sprachenlandschaft Skandinaviens.
- Die skandinavistische Kulturwissenschaft fokussiert die Kulturen Skandinaviens in der Neuzeit.

Die Skandinavistik war fachgeschichtlich gesehen zumeist ein Spezialisierungsbereich der Germanistik, ist aber inzwischen eine eigenständige Disziplin, die an mehreren Standorten sogar nichtgermanische Kulturen und Sprachen Nordeuropas umfasst. Teilweise überschneidet sich die Skandinavistik deshalb mit der Fennistik, der Baltistik, der Frisistik und den Samischen Studien.
Im Zuge einer regionalwissenschaftlichen Orientierung in den letzten zwanzig Jahren, die die Kultur Nordeuropas als Ganzes in den Blick nimmt, sind zudem die Grenzen zur Geschichts- und zur Politikwissenschaft, sofern sich diese mit Nordeuropa auseinandersetzen, immer durchlässiger geworden.
Als Begründer der deutschen Skandinavistik gelten Friedrich David Gräter (1768–1830) aus Schwäbisch Hall, Gottlieb Mohnike (1781–1841) aus Grimmen bei Stralsund sowie die Brüder Grimm. Mohnike übersetzte und vermittelte zahlreiche ältere und neuere skandinavische Texte, u. a. Werke von Esaias Tegnér und die altisländische Heimskringla. Gräter veröffentlichte ebenso wie Jacob und Wilhelm Grimm (1785–1863 und 1786–1859) sprachliche und literarische Arbeiten zur altnordischen Literatur und Sprache, insbesondere zur Edda, die in der Romantik das Interesse an Skandinavien weckte.
Neben diesem philologischen Interesse vor allem an der älteren Literatur Skandinaviens trat indes seit dem späten 18. Jahrhundert auch ein wissenschaftliches Interesse an dem nordeuropäischen Raum, seiner politischen Verfasstheit und Landeskunde (damals Gegenstand der sogenannten Statistik) sowie seiner Geschichte, für das der Göttinger Universalhistoriker August Ludwig Schlözer (1735–1809) und sein Schüler, der Greifswalder Friedrich Rühs (1781–1820, seit 1811 Ordinarius an der neugegründeten Berliner Universität) stehen.
Für die wissenschaftliche Auseinandersetzung mit dem Norden waren Vertreter der nächsten Generation zentral: der Philologe Theodor Möbius (1821–1890) aus Leipzig, der Jurist Konrad Maurer (1823–1902) aus München, der mit beiden befreundete, zunächst in Kopenhagen, später in Oxford lehrende Guðbrandur Vigfússon (1827–1889), sowie der Germanist Bernhard Kahle (1861–1910) in Heidelberg.

## Übersicht über die deutschsprachigen Skandinavistik- und Nordistikinstitute/-seminare/-abteilungen
In der deutschen Hochschulpolitik ist die Skandinavistik und die Nordistik als Kleines Fach eingestuft.
| Name des Instituts / des Seminars / der Abteilung                                                                         | Studiengänge | Fachgeschichte | Besonderheiten/Kooperationen |
| --- | --- | --- | --- |
| Universität Basel, Seminar für Nordistik                                                                                  | - B.A.- und M.A.-Studiengang (Haupt- und Nebenfach) - Doktoratsstudium | Die Nordistik an der Universität Basel hat eine lange Tradition, die bereits 1825 mit nordischen Übungen im Rahmen der Germanistik, zunächst fast ausschließlich auf die nordische Literatur des Mittelalters beschränkt, begann. Mit der Einrichtung eines Lehrstuhls für den bekannten Basler Germanisten und Nordisten Andreas Heusler wurden ab dem WS 1921/22 regelmäßig Veranstaltungen zu altnordischen Themen angeboten. 1968 wurde von den Universitäten Basel und Zürich ein Koordinationslehrstuhl für Nordistik begründet, dessen erster Inhaber Oskar Bandle war. Als Forscher mit breitem Interesse sowohl im Bereich der Mediävistik und Linguistik als auch der neueren und neuesten skandinavischen Literaturen entwickelte er die Nordistik in Basel zu einem modernen, vielseitigen Fach. | Traditionell besteht ein intensiver Austausch mit der Universität Zürich. Zudem findet eine Zusammenarbeit mit dem EUCOR-Netzwerk statt. Wie die Abteilung der nordischen Philologie der Universität Zürich ist auch die Basler Nordistik eng mit der Schweizerischen Gesellschaft für Skandinavistische Studien verknüpft, die regelmäßig Gastvorträge, Tagungen und Autorenlesungen durchführt. Die Nordische Philologie der Universität Basel widmet sich wie nur die wenigsten anderen Nordistik-Institute den Färöern. |
| Humboldt-Universität zu Berlin, Nordeuropa-Institut                                                                       | - B.A. Skandinavistik/Nordeuropa-Studien als Monostudiengang, als Kernfach oder Zweitfach (ohne Lehramtsoption) - M.A. Skandinavistik/Nordeuropa-Studien | Das Nordeuropa-Institut der Humboldt-Universität zu Berlin ging 1994 aus der Fusion der beiden Skandinavistiken von Humboldt-Universität und Freier Universität hervor. | Mit mehr als 500 Studierenden, vier Professuren sowie zwei Stiftungsprofessuren, Lektoraten für Dänisch, Finnisch, Isländisch, Norwegisch und Schwedisch sowie einem breiten Lehr- und Forschungsprofil ist es eines der größten Skandinavistik-Institute außerhalb Nordeuropas. Am Nordeuropa-Institut sind alle vier Fachteile der Skandinavistik vertreten. Es pflegt als Hauptstadt-Skandinavistik u. a. intensive Kontakte mit den Nordischen Botschaften, den deutschen diplomatischen Vertretungen in Nordeuropa und dem Finnland-Institut in Berlin. |
| Rheinische Friedrich-Wilhelms-Universität Bonn, Institut für Skandinavistik                                               | - B.A. Germanistik, Vergleichende Literatur- und Kulturwissenschaft - B.A. Skandinavistik - M.A. Skandinavistik | - | Besonderer Schwerpunkt auf germanischer Altertumskunde, Mythologie und der Literatur des mittelalterlichen Islands. Zudem konzentriert sich die Forschung auf moderne Literatur, Literaturtheorie und Poetik und die skandinavischen Filmtage Bonn werden ebenfalls hier ausgerichtet. |
| Friedrich-Alexander-Universität Erlangen-Nürnberg, Department Germanistik und Komparatistik, Nordische Philologie         | - B.A. Nordische Philologie, Zwei-Fach-Bachelor - M.A. Literaturstudien – intermedial und interkulturell (mit nordistischem Kernfach) - M.A. Ethik der Textkulturen (Elitestudiengang) | - | Nordische Philologie kann in Erlangen-Nürnberg im Rahmen eines Zwei-Fach-Bachelors in Kombination mit einem weiteren Fach studiert werden. Im Anschluss sind Masterstudiengänge wie der Studiengang „Literaturstudien – intermedial und interkulturell“ mit nordistischem Kernfach oder der Elitestudiengang „Ethik der Textkulturen“ möglich. Die Inhalte des Studiums in Erlangen-Nürnberg liegen neben dem Spracherwerb im Bereich der neueren skandinavistischen Literatur- und Kulturwissenschaft bzw. der vergleichenden Literaturwissenschaft (Komparatistik). |
| Johann Wolfgang Goethe-Universität Frankfurt a. M., Institut für Skandinavistik                                           | - B.A. Skandinavistik - M.A. Skandinavistik - B.A. Empirische Sprachwissenschaft mit Schwerpunkt Skandinavische Sprachen | - | Das Institut für Skandinavistik an der Goethe-Universität hat einen Forschungsschwerpunkt auf Sprachen, Literatur und Kultur Skandinaviens vom Mittelalter bis zur Gegenwart. Seine Forschungen reichen von grundlegenden Arbeiten zur Edda sowie zum Nachleben altnordischer Literatur über sprachwissenschaftliche Themen, z. B. zum Gendering im Schwedischen, bis zu kulturwissenschaftlichen Studien moderner skandinavischer Literatur, z. B. zu Hunger und Mangel in skandinavischen Literaturen des 19. und 20. Jahrhunderts. Es hat somit einen philologischen Schwerpunkt. Eine Besonderheit ist die sehr umfangreiche Sprachausbildung der Studierenden. Dänisch, Norwegisch und Schwedisch werden von festangestellten muttersprachlichen Lektoren vermittelt. Die Studierenden lernen außerdem Grundlagen des Altnordischen sowie alt- und neuskandinavistische Theorien und Methoden, bei Interesse können auch sprachwissenschaftliche Veranstaltungen und (unregelmäßig) Isländisch-Kurse belegt werden. Studierende können zudem im Rahmen der regelmäßig stattfindenden Dänisch-deutschen Übersetzertage sowie anderer Kooperationen mit außeruniversitären Kultureinrichtungen berufspraxisbezogene Kenntnisse erwerben. Das Institut pflegt außerdem zahlreiche internationale Kontakte und ermöglicht Auslandsaufenthalte bei skandinavischen ERASMUS-Partneruniversitäten.                                                                       |
| Albert-Ludwigs-Universität Freiburg, Skandinavisches Seminar                                                              | - B.A. Skandinavistik im Haupt- und Nebenfach (Nebenfachbeginn auch im Sommersemester möglich) - M.A. Skandinavische Literatur- und Kulturgeschichte - Schwedisch, Dänisch und Norwegisch als Ergänzungsfach in Diplomstudiengängen sowie als Erweiterungsfächer in Lehramtsstudiengängen. - Eng verknüpft mit unserem Studienangebot sind auch die Masterstudiengänge „Europäische Literaturen und Kulturen“, „Mittelalter- und Renaissance-Studien“ sowie „Master of Arts in European Linguistics“.                                                                     | - | Das besondere Profil der Freiburger Skandinavistik zeigt sich in der fachlichen Breite des Lehrangebotes. Neben der Neueren und Älteren Literatur- und Kulturwissenschaft ist auch die skandinavistische Sprachwissenschaft vertreten; in diesem Zusammenhang ist auch die Freiburger Forschergruppe „Samische Studien“ zu erwähnen, deren Mitarbeiter intensiv in die Lehre integriert sind. Alle festlandskandinavischen Sprachen sowie Isländisch werden am Institut unterrichtet. Zudem findet eine Zusammenarbeit mit dem EUCOR-Netzwerk statt. |
| Georg-August-Universität Göttingen, Skandinavisches Seminar                                                               | - 2-Fach-B.A. - 1-Fach-M.A. (einsemestriger Aufenthalt an den Partneruniversitäten in Århus, Göteborg oder Trondheim obligatorisch) - kombinierter Masterstudiengang. | Die Nordistik gehört seit dem 18. Jahrhundert zum Forschungsprofil der Universität. Einen Lehrstuhl für Nordistik erhielt die Georgia Augustana 1935; das Skandinavische Seminar wurde 1950 eingerichtet. | Schwerpunkte der Forschung und Lehre liegen in der Neueren Skandinavistik auf den skandinavischen Literaturen vom 18. Jahrhundert bis zur Gegenwart, komparatistischer Literaturwissenschaft sowie der Geschichte des skandinavischen Dramas und Theaters, in der Mediävistik auf Literatur- und Kulturgeschichte insbesondere Islands. Das Seminar pflegt Kooperationen mit der Abteilung für Komparatistik, dem Zentrum für Mittelalter- und Frühneuzeitforschung sowie mit dem Graduiertenkolleg „Literatur und Literaturvermittlung im Zeitalter der Digitalisierung“, mit dem Literarischen Zentrum Göttingen sowie verschiedenen Verlagen und Kulturinstitutionen im In- und Ausland. Ein Erasmusaufenthalt ist an den Universitäten Århus, Bergen, Kristiansand, Trondheim, Göteborg, Växjö und Reykjavík möglich. |
| Universität Greifswald, Institut für Fennistik und Skandinavistik                                                         | - B. A. Skandinavistik. (Kombination von Skandinavistik und Fennistik möglich) - M. A. Skandinavistik mit Schwerpunkt Sprachwissenschaft im Rahmen von Language Diversity (Kombination von Skandinavistik und Fennistik möglich) - M. A. Skandinavistik mit Schwerpunkt Literaturwissenschaft im Rahmen von Kultur-Interkulturalität-Literatur - Lehramt Dänisch, Norwegisch, Schwedisch für Gymnasien oder Regionalschulen - fennistische Studiengänge auf B. A.- und M. A.-Niveau an.                                                                                   | Das Institut für Fennistik und Skandinavistik (ehemals Nordische Abteilung; ursprünglich: Nordisches Institut) der Philosophischen Fakultät der Universität Greifswald ist das älteste skandinavistische Institut (seit 1918) in Deutschland. Das Fach kann in Kombination mit Nordischer Geschichte studiert werden und hat einen Fachteil Fennistik. | Das Institut trägt wesentlich zum universitären Forschungsschwerpunkt „Kulturen des Ostseeraums“ bei: Ein sprach- und ein literaturwissenschaftlicher Lehrstuhl, vier Lektorate und eine Fachbibliothek mit ca. 50.000 Bänden neben umfangreichen Altbeständen der Universitätsbibliothek aus der Schwedenzeit Greifswalds im 17. und 18. Jahrhundert bieten beste Voraussetzungen für skandinavistische Forschung und Lehre. Begleitend zum Studium bietet das Institut zahlreiche berufspraktische Angebote im Bereich der Kulturvermittlung (Mitarbeit im Festival Nordischer Klang oder am Blogg Baltic cultures, Übersetzungs- und Publikationsprojekte). Seit 1992 ist das Institut maßgeblich an der Ausrichtung des Nordischen Klangs, des größten nordischen Kulturfestivals außerhalb des Nordens, beteiligt. In Kooperation mit den literaturwissenschaftlichen Lehrstühlen in München und Wien beteiligt sich das Institut an der Internetseite Neues Lesen Skandinavien. |
| Christian-Albrechts-Universität zu Kiel, Institut für Skandinavistik, Frisistik und Allgemeine Sprachwissenschaft (ISFAS) | - 2-Fach-B.A. Skandinavistik (Profil Fachergänzung) - 2-Fach-B.A Dänisch mit dem Profil Lehramt an Gymnasien - 2-Fach-M.A. Skandinavistik - 2-Fach-M.A. Dänisch mit dem Profil Lehramt an Gymnasien - M.E. Dänisch und Schwedisch als mögliche Erweiterungs-/Ergänzungsfächer | Bereits seit 1811 gibt es an der Kieler Universität eine Professur für dänische Sprache und Kultur, die zu Beginn vom dänischen Schriftsteller Jens Immanuel Baggesen besetzt gewesen war. Kiel (als Hauptort des Herzogtums Holstein) war damals noch Teil des Dänischen Gesamtstaates. Später entwickelte sich das eigenständige Nordische Institut, das schließlich im Institut für Skandinavistik, Frisistik und Allgemeine Sprachwissenschaft aufgegangen ist. | Am Institut gibt es eine Orientierung an den in den skandinavischen Ländern üblichen zertifizierten Standards mit besonderem Fokus auf Dänisch (s. Dänisch-Studiengang mit dem Profil Lehramt). Zudem befindet sich an der Universität das Sondersammelgebiet „Skandinavien“ an der Universitätsbibliothek. Es findet eine Herausgabe des European Journal of Scandinavian Studies (EJSS)statt, zudem findet sich dort das Runenprojekt Runische Schriftlichkeit in den germanischen Sprachen (Träger: Deutsche Akademienunion, Akademie der Wissenschaften zu Göttingen). An folgenden DFG-Projekte wird am Institut geforscht: Skaldik-Projekt – Neuedition der Skaldendichtung (2009–2015). Balladen-Projekt -Die skandinavische Ballade im Kontext hoch- und spätmittelalterlicher Frömmigkeitsmedien (2014–2017). Das Studium bietet einen praxisbezogenen Profilierungsbereich (Profil Fachergänzung), in dem Fähigkeiten erworben werden, die auf den Arbeitsmarkt vorbereiten. Die Abteilung Skandinavistik am Institut für Skandinavistik, Frisistik und Allgemeine Sprachwissenschaft (ISFAS) ist die größte Skandinavistik in Deutschland. |
| Universität zu Köln, Institut für Skandinavistik/Fennistik                                                                | - 2-Fach-B.A. Skandinavistik/Fennistik - 2-Fach-M.A. Fennistik - 1-Fach-M.A. Skandinavische Kulturen und Literaturen (in Kooperation mit der Abteilung für Skandinavistik an der Rheinischen Friedrich-Wilhelms-Universität Bonn) - 2-Fach-M.A. Skandinavische Kulturen und Literaturen. | Das ISF wurde 1967 begründet, aber bereits seit der Neugründung der Universität 1919 war in skandinavischer Kultur an der Universität gelehrt worden. Seit 1999 weist das Institut zudem eine Professur für Fennistik auf. | Das ISF bietet neben den üblichen skandinavischen Studiengängen, die hier mit einem kulturwissenschaftlichen Schwerpunkt angeboten werden, auch eine Ausbildung auf B.A.- und M.A.-Niveau für Fennistik an. Die Sprachausbildung erfolgt in fünf Sprachen (Dänisch, Isländisch, Norwegisch und Schwedisch sowie Finnisch für Fennistik-Studierende). Traditionell hat das Isländische einen besonderen Status in Köln; die Universitäts- und Stadtbibliothek hat eine große Sondersammlung isländischer Publikationen (Islandica). Die Vielzahl der Fächer an der Philosophischen Fakultät, der größten philosophischen Fakultät im deutschsprachigen Raum, erlaubt zudem eine Vielfalt an Kombinationsmöglichkeiten im Studium. Zudem hat das Institut eine Vielzahl von internationalen Kooperationen. |
| Universität Mainz, Department of English and Linguistics, Studienlinie Sprachen Nordeuropas und des Baltikums             | - B.A. Linguistik - M.A. Linguistik in Vorbereitung | - | Der Lehrstuhl Sprachen Nordeuropas und des Baltikums der Johannes-Gutenberg-Universität Mainz vermittelt die Kombination aus skandinavischen, ostseefinnischen und baltischen Sprachen in einem integrierten Forschungs- und Lehrprogramm |
| Universität München, Institut für Nordische Philologie                                                                    | - BA Skandinavistik HF und NF - Master Skandinavistik (Ein-Fach HF) | - | Am Institut gibt es eine vollausgebaute Skandinavistik mit vier Lektoraten, die neben Kernbereichen des Faches auch Gebiete wie Arktisforschung und Runologie beinhaltet. In Kooperation mit den literaturwissenschaftlichen Lehrstühlen in Greifswald und Wien beteiligt sich das Institut an der Internetseite Neues Lesen Skandinavien. |
| Universität Münster, Institut für Nordische Philologie/Skandinavistik                                                     | - B.A. Skandinavistik - M.A. Skandinavische Studien | - | Der Schwerpunkt der Skandinavistik in Münster liegt im Bereich der Mediävistik auf der altisländischen und altnorwegischen Prosaliteratur des 13. und 14. Jahrhunderts, auch in der neueren skandinavischen Philologie wird gelehrt und geforscht. Der Master ist international ausgerichtet und sieht einen einsemestrigen Aufenthalt an einer skandinavischen Hochschule vor. Ein weiterer Schwerpunkt des Studienprogramms liegt auf der Vermittlung von berufsqualifizierenden Kenntnissen aus der kulturellen Praxis. |
| Eberhard Karls Universität Tübingen, Deutsches Seminar/Skandinavistik                                                     | - B.A. Skandinavistik - M.A. Skandinavistik - Beteiligung am B.A. Internationale Literaturen - Beteiligung am M.A. Literatur- und Kulturtheorie | - | Die Abteilung für Skandinavistik an der Eberhard Karls Universität Tübingen setzt einen besonderen Schwerpunkt auf mittelalterliche Literatur und Kultur. Eine Kooperation besteht mit der Arnamagnæan Summer School in Manuscript Studies, die alljährlich von der Universität Kopenhagen, der Universität Reykjavík und der isländischen Nationalbibliothek in Kooperation mit den Universitäten in Tübingen, Zürich und Cambridge organisiert wird. Zudem findet eine Zusammenarbeit mit dem EUCOR-Netzwerk statt. |
| Universität Wien, Skandinavistik, Institut für Europäische und Vergleichende Sprach- und Literaturwissenschaft (EVSL)     | - B.A. Skandinavistik - M.A. Skandinavistik - Doktorat - Erweiterungscurriculum Skandinavistik (30 ECTS) - Erweiterungscurriculum Skandinavistik: Ostseeraumstudien (15 ECTS) | - | Die Universität Wien ist die einzige Universität in Österreich, an der ein Studium der Skandinavistik absolviert werden kann. Die Lehr- und Forschungsgebiete umfassen Ältere und Neuere Sprach-, Literatur- und Kulturwissenschaft sowie Sprachkurse für Dänisch, Isländisch, Norwegisch und Schwedisch. Ferner besteht ein zusätzlicher Lehr- und Forschungsschwerpunkt Ostseeraumstudien mit Sprachkurse für Litauisch und Lettisch. Innerhalb der Sprachwissenschaft liegt der Schwerpunkt auf der Wechselwirkung zwischen Sprache und Gesellschaft (Soziolinguistik, Sprachplanung und Minderheitenforschung) sowie auf der Sprachgeschichte. Die literaturwissenschaftliche Lehre und Forschung steht unter der Leitidee „Literatur als kulturelle Praxis“ – Literatur wird daher in einer kulturwissenschaftlichen Erweiterung betrachtet. Besondere Berücksichtigung in der mediävistischen Skandinavistik erhalten die diachrone Sprachwissenschaft sowie die Interpretationen von runenepigraphischen und altisländischen Quellen, vor allem im Hinblick auf ihre Funktion im betreffenden kulturellen Milieu bzw. ihren Sitz im Leben. Es gibt zahlreiche Kooperationen mit Universitäten im deutschsprachigen Raum und in Nordeuropa sowie mit der Gustav Adolfs Akademien in Uppsala. In Kooperation mit den literaturwissenschaftlichen Lehrstühlen in München und Greifswald beteiligt sich das Institut an der Internetseite Neues Lesen Skandinavien. |
| Universität Zürich, Deutsches Seminar/Skandinavistik                                                                      | - B.A. (Haupt- und Nebenfach Skandinavistik) - M.A.(Haupt- und Nebenfach Skandinavistik) - PhD (Haupt- und Nebenfach Skandinavistik) - Beteiligung an MA-Studienprogrammen der Kulturanalyse und der Mediävistik | 1968 wurde von den Universitäten Basel und Zürich ein Koordinationslehrstuhl für Nordistik begründet, dessen erster Inhaber Oskar Bandle war. | Die Abteilung für Nordische Philologie an der Universität Zürich bietet neben Sprachkursen in Dänisch, Isländisch, Norwegisch und Schwedisch regelmäßig Kurse in der skandinavischen Kultur- und Sprachwissenschaft sowie in der Älteren und Neueren Literaturwissenschaft an. Die Abteilung gehört zu den führenden und international sehr gut vernetzten Forschungsinstituten im Bereich der Skandinavischen Mediävistik sowie der Skandinavischen Romantikforschung. Weiterhin verfügt die Abteilung über eine der größten skandinavistischen Bibliotheken im deutschsprachigen Raum. Das derzeitige Forschungsprofil liegt in der Verschränkung von traditionellen philologischen und aktuellen kulturwissenschaftlichen Fragestellungen. Die Aktivitäten der Abteilung sind eng mit denjenigen der Schweizerischen Gesellschaft für Skandinavische Studien des SAGW verknüpft, die regelmäßig Gastvorträge, Tagungen und Autorenlesungen durchführt. Zudem findet eine Zusammenarbeit mit dem EUCOR-Netzwerk statt. |
| Universitetet i Bergen,                                                                                                   | - B.A. Nordisk språk og litteratur (Skandinavische Sprachen und Literaturen) - B.A. Norrøn filologi (Skandinavische Mediävistik) - B.A. Norsk som andrespråk (Norwegisch als Fremdsprache) - M.A. Nordisk språk og litteratur (Skandinavische Sprachen und Literaturen) - M.A. Norrøn filologi (Skandinavische Mediävistik) - Årsstudium Nordisk (einjähriges Aufbaustudium Skandinavistik) - Årsstudium Norsk som andrespråk (einjähriges Aufbaustudium Norwegisch als Fremdsprache) - PhD - zudem Norwegisch-Sprachkurse, Fernstudienprogramme und Lehramtsstudiengänge | - | Abschlussarbeiten und andere schriftliche Arbeiten können z. T. auf Deutsch abgefasst werden (Mediävistische Abteilung). Unterrichtssprachen sind ansonsten die skandinavischen Sprachen und Englisch. Die skandinavistischen Studienprogramme sind am Institutt for lingvistiske, litterære og estetiske studier (LLE) angesiedelt. Mit gut 60 festangestellten wissenschaftlichen Beschäftigten und ca. 40 Stipendiaten und Postdocs – jeweils etwa die Hälfte davon in der Skandinavistik – zählt das LLE zu den größten humanistischen Instituten Norwegens. Die Skandinavistik am LLE umfasst sowohl die klassischen Teildisziplinen Literaturwissenschaft, Sprachwissenschaft, Mediävistik und Kulturwissenschaft als auch Norwegisch als Fremdsprache, Lehramtsstudium und Neuisländisch. Das LLE und die Universität Bergen an sich sind gut mit den zahlreichen Kulturinstitutionen Bergens vernetzt und stehen in regem Kontakt mit vielen deutschen, skandinavischen und anderen europäischen Universitäten, u. a. über Austauschprogramme. |

## Fachzeitschriften

### Deutschsprachig
Im Bereich der deutschsprachigen Skandinavistik sind folgende Fachzeitschriften zu nennen:
- European Journal of Scandinavian Studies (EJSS) ISSN 1536-7290 (Fortsetzung der Zeitschrift skandinavistik – Zeitschrift für Sprache, Literatur und Kultur der nordischen Länder ISSN 0342-8427, herausgegeben am (damaligen) Nordischen Institut in Kiel; begründet 1970, mit Jahrgang 2007 Erscheinen eingestellt[6]), herausgegeben an der Abteilung Skandinavistik in Kiel; seit 2010 (übergreifendes Heft 2008/2009/2010), seitdem 2 Hefte jährlich[6]
- NORDEUROPAforum – Zeitschrift für Politik, Wirtschaft und Kultur der nordischen Länder ISSN 1863-639X, frei im Netz abrufbar[7]
- Norrøna – Zeitschrift für Kultur, Geschichte und Politik der nordischen Länder ISSN 0932-2787, herausgegeben am Nordeuropa-Institut in Berlin[8]
- Tijdschrift voor Skandinavistiek ISSN 0168-2148, gemeinsam herausgegeben an den Skandinavischen Instituten in Amsterdam, Groningen und Gent; teilweise mit deutschsprachigen Beiträgen[9]

Reihen:
- Beiträge zur Nordischen Philologie (BNPh), herausgegeben von der Schweizerischen Gesellschaft für Skandinavische Studien (SGSS); begründet 1973;[10] außer den Neuerscheinungen sind alle Bände frei im Netz abrufbar[11]

### Weitere
Seit 2005 wird die französischsprachige Revue d’histoire nordique herausgegeben.

## Weitere Wissenschaftsforen
Seit 2003 vertritt in Deutschland ein Fachverband das Fach nach außen.
Seit 1974 findet alle zwei Jahre an wechselnden Orten die Arbeitstagung der Skandinavistik (ATDS) statt.

## Vorkenntnisse für ein Skandinavistikstudium
Vorkenntnisse einer skandinavischen Sprache sind gewünscht, werden jedoch nicht gefordert.
In den ersten Semestern müssen an den meisten Instituten/Seminaren/Abteilungen Kenntnisse im Altnordischen erworben werden. Das Studium der Skandinavistik erfordert an einigen Standorten das mittlere Latinum.
Im Studium muss meistens eine Hauptsprache und eine Nebensprache gewählt werden. Hierbei können die skandinavischen Sprachen frei miteinander kombiniert werden.

## Berufsaussichten
Die Berufsaussichten von Skandinavistinnen und Skandinavisten entsprechen jenen in vielen anderen Geisteswissenschaften: Es kommt auf das Engagement des und der Einzelnen an. Prinzipiell gibt es gerade heute einen großen Bedarf an Vermittlung zwischen Skandinavien und dem deutschsprachigen Raum, schließlich ist Skandinavien eine der erfolgreichsten Wirtschaftsregionen Europas. Entsprechende Stellen werden jedoch selten offen ausgeschrieben, sondern zumeist über informelle Netzwerke vergeben.
In Greifswald werden zudem Lehrkräfte für Dänisch, Norwegisch, Schwedisch (3. Fach im Lehramt an Gymnasien), in Kiel und Flensburg Lehrkräfte für Dänisch ausgebildet. Auch in Freiburg können die Sprachen Dänisch, Norwegisch und Schwedisch als Erweiterungsbeifächer im Lehramtsstudium studiert werden.